# Взлёты и падения
«Взлёты и падения» (англ. Swing High, Swing Low) — американский кинофильм 1937 года режиссёра Митчелла Лейзена. В главных ролях Кэрол Ломбард и Фред Макмюррей.

## Сюжет

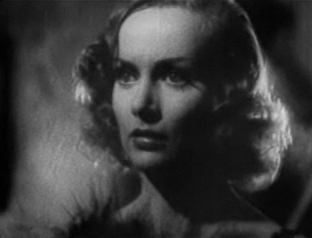
Кэрол Ломбард в роли Мэгги

В Панаме Мэгги Кинг встречает военнослужащего Скидда Джонсона в его последний день в армии. Он очень хочет, чтобы девушка присутствовала на вечернем празднике по поводу окончания службы. Мэгги неохотно, но соглашается. Вечером в клубе разгорается скандал, в который оказываются вовлечены и она, и он. В результате Мэгги опаздывает на пароход, идущий в Штаты, на котором должна была уехать. Девушка вынуждена остаться на некоторое время у Джонсона и его приятеля Гарри. Через некоторое время она понимает, что полюбила Скидда. Чтобы заработать денег, Скидд нанимается играть на трубе в джазовом оркестре клуба и начинает пользоваться успехом у публики. У него появляется собственный агент, и вскоре Джонсон поднимается на самую вершину славы и известности в шоу-бизнесе. Популярность и успешность туманят ему голову. Скидд начинает свысока смотреть на друзей и любимую, забывая о их помощи и поддержке. Вместе с этим он начинает пить и когда решает бросить сцену и вернуться в армию, его не берут из-за плохого состояния здоровья. Спасает Скидда Мэгги, которая из вокалистки джаз-бэнда стала настоящей звездой.

## В ролях
- Кэрол Ломбард — Мэгги Кинг
- Фред Макмюррей — Скидд Джонсон
- Чарльз Баттерворф — Гарри
- Джин Диксон — Элла
- Дороти Ламур — Анита Альварез
- Харви Стефенс — Харви Хауэлл
- Сесил Каннингем — Мэрфи
- Чарльз Арнт — Джорджи Герман
- Франклин Пэнгборн — Генри
- Энтони Куинн — Дон
- Чарльз Джуделс — Тони Морелли
- Эстер Говард — клиентка в салоне красоты (в титрах не указана)